# Mathias Christiansen
Mathias Christiansen (born 20. februar 1994) er en dansk badmintonspiller. Han har siden 2013 boet i København.
Han er sponsoreret af Yonex.

## Opvækst
Christiansen er født på Bornholm.